# Champagné-les-Marais
Champagné-les-Marais és un municipi francès situat al departament de Vendée i a la regió de País del Loira. L'any 2007 tenia 1.589 habitants.

## Demografia

### Població
El 2007 la població de fet de Champagné-les-Marais era de 1.589 persones. Hi havia 636 famílies de les quals 156 eren unipersonals (66 homes vivint sols i 90 dones vivint soles), 238 parelles sense fills, 209 parelles amb fills i 33 famílies monoparentals amb fills.
La població ha evolucionat segons el següent gràfic:
Habitants censats

### Habitatges
El 2007 hi havia 746 habitatges, 638 eren l'habitatge principal de la família, 68 eren segones residències i 40 estaven desocupats. 735 eren cases i 6 eren apartaments. Dels 638 habitatges principals, 472 estaven ocupats pels seus propietaris, 162 estaven llogats i ocupats pels llogaters i 4 estaven cedits a títol gratuït; 6 tenien una cambra, 33 en tenien dues, 97 en tenien tres, 224 en tenien quatre i 278 en tenien cinc o més. 537 habitatges disposaven pel capbaix d'una plaça de pàrquing. A 317 habitatges hi havia un automòbil i a 271 n'hi havia dos o més.

### Piràmide de població
La piràmide de població per edats i sexe el 2009 era:
| Homes | Edats   | Dones |
| ----- | ------- | ----- |
| 0     | 95 o +  | 8     |
| 4     | 90 a 94 | 16    |
| 16    | 85 a 89 | 12    |
| 20    | 80 a 84 | 40    |
| 16    | 75 a 79 | 24    |
| 36    | 70 a 74 | 24    |
| 32    | 65 a 69 | 72    |
| 44    | 60 a 64 | 44    |
| 32    | 55 a 59 | 24    |
| 36    | 50 a 54 | 56    |
| 48    | 45 a 49 | 28    |
| 40    | 40 a 44 | 36    |
| 68    | 35 a 39 | 48    |
| 40    | 30 a 34 | 44    |
| 24    | 25 a 29 | 28    |
| 20    | 20 a 24 | 28    |
| 60    | 15 a 19 | 24    |
| 40    | 10 a 14 | 40    |
| 64    | 5 a 9   | 40    |
| 24    | 0 a 4   | 24    |

## Economia
El 2007 la població en edat de treballar era de 970 persones, 688 eren actives i 282 eren inactives. De les 688 persones actives 608 estaven ocupades (349 homes i 259 dones) i 80 estaven aturades (32 homes i 48 dones). De les 282 persones inactives 116 estaven jubilades, 70 estaven estudiant i 96 estaven classificades com a «altres inactius».

### Ingressos
El 2009 a Champagné-les-Marais hi havia 677 unitats fiscals que integraven 1.621 persones, la mediana anual d'ingressos fiscals per persona era de 16.207 €.

### Activitats econòmiques
Dels 57 establiments que hi havia el 2007, 2 eren d'empreses alimentàries, 1 d'una empresa de fabricació d'altres productes industrials, 15 d'empreses de construcció, 12 d'empreses de comerç i reparació d'automòbils, 4 d'empreses de transport, 3 d'empreses d'hostatgeria i restauració, 1 d'una empresa d'informació i comunicació, 1 d'una empresa financera, 1 d'una empresa immobiliària, 4 d'empreses de serveis, 5 d'entitats de l'administració pública i 8 d'empreses classificades com a «altres activitats de serveis».
Dels 21 establiments de servei als particulars que hi havia el 2009, 1 era una oficina de correu, 1 una oficina bancària, 1 funerària, 2 paletes, 2 guixaires pintors, 4 fusteries, 1 lampisteria, 3 electricistes, 3 perruqueries, 2 restaurants i 1 agència immobiliària.
Dels 5 establiments comercials que hi havia el 2009, 1 era una botiga de menys de 120 m², 1 una fleca, 2 carnisseries i 1 una llibreria.
L'any 2000 a Champagné-les-Marais hi havia 48 explotacions agrícoles que ocupaven un total de 3.213 hectàrees.

## Equipaments sanitaris i escolars
L'únic equipament sanitari que hi havia el 2009 era una farmàcia.
El 2009 hi havia 2 escoles elementals.

## Poblacions més properes
El següent diagrama mostra les poblacions més properes.